# Tetratheca subaphylla
Tetratheca subaphylla är en tvåhjärtbladig växtart som beskrevs av George Bentham. Tetratheca subaphylla ingår i släktet Tetratheca och familjen Elaeocarpaceae. Inga underarter finns listade i Catalogue of Life.